# Muhsin Ertuğrul
Muhsin Ertuğrul   (Constantinoble, 7 de març de 1892 - Esmirna, 29 d'abril de 1979)Istanbul, 28 de febrer, 1892 - Esmirna, 29 d'abril, 1979), també conegut com Ertuğrul Muhsin Bey, va ser un actor i director turc.

## Biografia
Muhsin Ertuğrul, que va tenir importants contribucions tant al teatre turc com al cinema turc. La seva primera actuació al teatre va ser l'any 1909 amb el paper de "Bob" a Sherlock Holmes d'Arthur Conan Doyle. Va dirigir el Teatre Darülbedayi d'Istanbul des de la seva inauguració el 1914.
Es va casar el 1929 amb Neyyire Neyir (de soltera Münire Eyüp), una de les primeres actrius turques, que va debutar a la pel·lícula de 1923 Ateşten Gömlek, dirigida pel mateix Ertuğrul. El matrimoni va durar fins a la mort de Neyyire el 1943. Aleshores Ertuğrul es va casar el 1950 amb Handan Uran (nascuda el 1927). Actriu d'escenari, que va protagonitzar la seva única pel·lícula, Halıcı Kız de 1953, una vegada més dirigida pel mateix Ertuğrul. Va sobreviure a la mort del seu marit el 1979.

## Mort
Durant la seva estada a Esmirna després de la cerimònia de doctor honoris causa, Ertuğrul va morir d'un atac de cor als 87 anys el 29 d'abril de 1979. Va ser enterrat al cementiri de Zincirlikuyu a Istanbul.

## Premis
Muhsin Ertuğrul va rebre el títol de Doctor Honoris Causa per la Universitat d'Ege el 23 d'abril de 1979 en reconeixement de la seva contribució al teatre i al cinema de Turquia.

## Llegat
Tres teatres de Turquia reben el seu nom: l'escenari "Harbiye Muhsin Ertuğrul" i el teatre "Bahçeşehir Muhsin Ertuğrul" d'Istanbul i l'escenari "Muhsin Ertuğrul" d'Ankara.

## Filmografia
Director

| - Halıcı Kız (1953) (The Carpetmaker Girl) - Evli mi bekar mı (1951) - Kızılırmak karakoyun (1946) - Yayla kartalı (1945) (The Plateau Eagle) - Kıskanç (1942) (The Jealous One) - Kahveci güzeli (1941) (The Handsome Coffee Shop-Keeper) - Akasya palas (1940) - Nasreddin Hoca düğünde (1940) (Nasreddin Hodja at the Wedding Feast) - Şehvet kurbanı (1940) (The Victim of Lust) - Tosun paşa (1939) - Allah'ın cenneti (1939) (The Paradise of God) - Bir kavuk devrildi (1939) - Aynaroz kadısı (1938) (The Judge of Athos) - Aysel Bataklı Damın Kızı (1934) - Leblebici Horhor Ağa (1934) - Milyon avcıları (1934) - Cici berber (1933) (The Pretty Barber) - Nasit dolandırıcı (1933) (Nasit, the Swindler) | - Karım beni aldatırsa (1933) (If My Wife Betrays Me) - Kakos dromos (1933) (The Wrong Road) (USA) - Söz bir, Allah bir (1933) - Bir millet uyanıyor (1932) (A Nation Is Awakening) - İstanbul sokaklarında (1931) (In the Streets of Istanbul) - The Courier of Angola (1929) - Kaçakçılar (1929) (The Smugglers) - Ankara postası (1928) - Bir sigara yüzünden (1928) (For a Cigarette) - Sözde kızlar (1924) - Leblebici Horhor Ağa (1924) - Ateşten Gömlek (1923) - Kız Kulesinde bir facia (1923) - Boğaziçi esrarı (1922) Nur baba (Turkey: Turkish title), (The Bosphorus Mystery) (International title) - İstanbul'da bir facia-i aşk (1922) (A Love Tragedy In Istanbul) - İstanbul'da ıstırap (1922) - Die Teufelsanbeter (1920) (The Devil Worshippers) - The Black Tulip Festival (1920) (co-director, with Marie Luise Droop) - Samson (1919) aka Istırap (Turkey: Turkish title) |

## Actor
- Kıskanç (1942) (The Jealous One)
- Şehvet kurbanı (1940) (The Victim of Lust)
- The Courier of Angola (1929)
- Ankara postası (1928)
- Die Frau mit den Millionen - 1. Der Schuß in der Pariser Oper (1923)
- Ateşten gömlek (1923)
- Kız Kulesinde bir facia (1923)
- Boğaziçi esrarı (1922) Nur baba (Turkey: Turkish title), The Bosphorus Mystery (International title)
- İstanbul'da ıstırap (1922)
- Samson (1919) Istırap (Turkey: Turkish title)